# Pauline et François
Pour plus de détails, voir Fiche technique et Distribution.
Pauline et François est un film français réalisé par Renaud Fély, sorti le 22 septembre 2010. C'est le premier film de Renaud Fély en tant que réalisateur.

## Synopsis
Pauline, à la suite d'une mutation volontaire, prend son nouveau poste de conseillère bancaire dans une petite ville du centre de la France. Par l'intermédiaire de sa collègue, elle emménage dans une partie d'un corps de ferme où vit François, un jeune couvreur qui travaille avec son père et aide la famille de sa sœur Catherine à joindre les deux bouts. Sensible à sa nouvelle voisine, il s'approche petit à petit d'elle. François lui raconte que dans son enfance il a accidentellement tué son frère lors d'une partie de chasse. Pauline livre une part de son passé, lors d'un diner avec la famille de François, en avouant qu'elle est une jeune veuve. Malgré sa difficulté à faire son travail de deuil, elle se rapproche insensiblement de François suscitant la jalousie de Catherine. Le processus de résilience de Pauline et François s'effectuera à deux.

## Fiche technique
- Titre : Pauline et François
- Réalisation : Renaud Fély
- Scénario et dialogues : Renaud Fély et Gaëlle Macé
- Décors : François Girard
- Costumes : Muriel Legrand
- Photographie : Alexis Kavyrchine
- Montage : Julie Dupré
- Son : Yolande Decarsin
- Musique : Jean-Louis Murat
- Producteur : Arnaud Louvet
- Producteur associé : Francesca Feder
- Premier assistant réalisateur : Marc Cravero
- Société de production : Aeternam Films, en association avec Cinémage 4
- Distribution : Haut et Court
- Langue : français
- Date de sortie
  -  France : 22 septembre 2010

## Distribution
- Yannick Renier : François
- Laura Smet : Pauline
- Léa Drucker : Catherine
- Gilles Cohen : Serge
- André Wilms : Maurice
- Anémone : Hélène
- Marc Chapiteau : Yves
- Salomé Boulay-Diot  : Clara
- Serge Reineix : Le directeur de la banque
- Japhet Fély : Jean
- Hector Liebert : Thomas
- Julien Bonnet : Marc
- Martha Fély : La cavalière

## Projet et réalisation

### Tournage
Le film a été « tourné pour moitié en Creuse, à La Souterraine et Crozant à l'automne 2009. » « Ce n'est pas un hasard si l'avant-première du film Pauline et François est organisée dans la Creuse. Renaud Fély, Limougeaud, a choisi comme décor ce département auquel il est viscéralement attaché. »

### Musique
La bande originale est signée Jean-Louis Murat : un MP3 de la musique du film, de 3 titres, est sorti en 2010, comprenant Pauline à Cheval, Les Chevreuils et The Blues.